# Чаган-Узун (село)
Чаган-Узун (алт. Чаган-Оозы) — село в Кош-Агачском районе Республики Алтай, единственный населённый пункт Чаган-Узунского сельского поселения.

## Этимология
Чаган-Узун (средневековая форма монг. чаган — остров и усун — вода, река; совр.монг. цагаан ус — белая вода (река).
Возможно вторая часть алт. оозы — устье, тогда Чаган-Оозы — устье белой реки.

## География
Село находится на 864 километре «Чуйского тракта», на левом берегу реки Чуя непосредственно в месте слияния её с рекой Чаганузун. В районе села расположен массив Сукор, который разделяет собой Чуйскую степь и Курайскую степь, с главной вершиной — Сукор.

## Население
| 2010 | 2011 | 2012 | 2013 | 2014 | 2015 | 2016 | 2017 | 2018 |
| ---- | ---- | ---- | ---- | ---- | ---- | ---- | ---- | ---- |
| 449  | ↗451 | ↘442 | ↘427 | ↗444 | ↗445 | ↘439 | ↗440 | ↘411 |
| 2019 | 2020 | 2021 |      |      |      |      |      |      |
| ↘400 | ↗407 | ↘403 |      |      |      |      |      |      |

Национальный состав
Согласно результатам переписи 2002 года, в национальной структуре населения алтайцы составляли 76 % от общей численности населения в 508 жителей.

## Климат
Семиаридный холодный климат по классификации Кёппена определяется как категории BSk, то есть климат полупустынь.